# Contea di Södermanland
La contea di Södermanland o Södermanlands län è una delle contee o län della Svezia situata nella parte sud-orientale del paese.
Confina con le contee di Östergötland, Örebro, Västmanland, Uppsala, Stoccolma e il mar Baltico.

## Comuni
|  | - Eskilstuna - Flen - Gnesta - Katrineholm - Nyköping - Oxelösund - Strängnäs - Trosa - Vingåker |